# Heriades parvulus
Heriades parvulus är en biart som beskrevs av Charles Thomas Bingham 1897. Heriades parvulus ingår i släktet väggbin, och familjen buksamlarbin. Inga underarter finns listade i Catalogue of Life.